# Lijst van voetbalinterlands Koeweit - Tsjecho-Slowakije
Deze lijst van voetbalinterlands is een overzicht van alle officiële voetbalwedstrijden tussen de nationale teams van Koeweit en Tsjecho-Slowakije. De landen speelden een keer tegen elkaar. Dat was een groepswedstrijd tijdens het Wereldkampioenschap voetbal 1982 op 17 juni 1982 in Valladolid (Spanje).

## Wedstrijden
| № | Plaats     | Datum        | Competitie | Wedstrijd                   | Uitslag |
| - | ---------- | ------------ | ---------- | --------------------------- | ------- |
| 1 | Valladolid | 17 juni 1982 | WK 1982    | Tsjecho-Slowakije – Koeweit | 1 – 1   |

## Samenvatting
| Competitie   | Totaal gespeeld | Winst Koeweit | Gelijk | Winst Tsjecho-Slowakije | Doelsaldo Koeweit – Tsjecho-Slowakije |
| ------------ | --------------- | ------------- | ------ | ----------------------- | ------------------------------------- |
| WK-eindronde | 1               | 0             | 1      | 0                       | 1 − 1                                 |
| Totaal       | 1               | 0             | 1      | 0                       | 1 − 1                                 |

## Details

### Eerste ontmoeting
| WK 1982 (Valladolid, Spanje, 17 juni 1982): |              | |
| Tsjecho-Slowakije | 1 – 1        | Koeweit |
| Antonín Panenka 21' (pen.) | goals        | 57' Faisal Al-Dakhil |
| Jozef Vengloš | bondscoach   | Carlos Alberto Parreira |
| Zdeněk Hruška Jozef Barmoš Tomáš Kříž 63' Jan Fiala Jozef Kukučka Ladislav Jurkemik Jan Berger Antonín Panenka Petr Janečka 69' Zdeněk Nehoda Ladislav Vizek | opstellingen | Ahmad Al-Tarabulsi Naim Fajah Walid Al-Mubarak Mahmoud Mubarak Saad Al-Hutti Abdulaziz Al-Balushi Abdulaziz Al-Anbari Abdullah Mayuf 57' Mohamed Karam Jasem Sultan Faisal Al-Dakhil |
| Přemysl Bičovský 63' Vlastimil Petržela 69' | wissels      | 57' Fathi Matar |